# 奥斯特沙伊德河
52°12′26″N 8°45′14″E / 52.20722°N 8.75389°E
奥斯特沙伊德河（德語：Ostscheider Bach）是德國的河流，位於該國西部，處於北萊茵-威斯特法倫州，屬於韋勒河的左支流，河道全長5.4公里，流域面積9.5平方公里。